# Polanećke (obwód odeski)
Polanećke (ukr. Полянецьке) – wieś na Ukrainie, w obwodzie odeskim, w rejonie podolskim, w hromadzie Sawrań. W 2001 liczyła 1568 mieszkańców, spośród których 1503 wskazało jako ojczysty język ukraiński, 22 rosyjski, 16 mołdawski, 1 bułgarski, 10 ormiański, a 16 inny.